# Stan Kazal
 (février 2025).
Motif : Insuffisance en matière de sources secondaires requises. Cf WP:CAA 
- Archive Wikiwix
- Bing
- Cairn
- DuckDuckGo
- E. Universalis
- Gallica
- Google
- G. Books
- G. News
- G. Scholar
- Persée
- Qwant
- (zh) Baidu
- (ru) Yandex
- (wd) trouver des œuvres sur Wikidata

| 1. | Préciser le motif de la pose du bandeau. | Précisez le motif de la pose du bandeau en utilisant la syntaxe suivante : {{admissibilité à vérifier\|date=mars 2025\|motif=remplacez ce texte par le motif}}                  |
| 2. | Informer les utilisateurs concernés.     | Pensez à avertir le créateur de l'article, par exemple, en insérant le code ci-dessous sur sa page de discussion : {{subst:avertissement admissibilité à vérifier\|Stan Kazal}} |

 (octobre 2023).
Stan Kazal, né le 18 février 1974 et décédé le 9 juin 2024 à Bordeaux, est un artiste français, également auteur, compositeur, interprète, producteur, éditeur et enseignant universitaire,. Il est le fondateur du label éditorial et musical Le Satellite. Après deux albums chez V-MUSIC / UNIVERSAL / Anticraft (sous le nom de Stanislas Kazal), son dernier projet musical s’intitulait « Stan Kazal and DJ Inc ».
Il enseignait la linguistique pour la musique à l'Université Bordeaux-Montaigne.

## Discographie

### Chez V-MUSIC /Universal/ Anticraft
| Année | Titre                                                         | Album                       | ASIN       |
| ----- | ------------------------------------------------------------- | --------------------------- | ---------- |
| 2004  | Technicolor Mini LP (Radiodiffusé par Francophonie Diffusion) |                             |            |
| 2006  | Quasimodo                                                     | Rue Garat                   | B000GDIAAI |
| 2006  | L'enfer c'est les autres                                      | Rue Garat                   | B000GDIAAI |
| 2006  | Jane                                                          | Rue Garat                   | B000GDIAAI |
| 2006  | Jacadi                                                        | Rue Garat                   | B000GDIAAI |
| 2006  | Madame Saugrenue                                              | Rue Garat                   | B000GDIAAI |
| 2006  | Technicolor                                                   | Rue Garat                   | B000GDIAAI |
| 2006  | Marina                                                        | Rue Garat                   | B000GDIAAI |
| 2006  | Explorateur du quotidien                                      | Rue Garat                   | B000GDIAAI |
| 2006  | La vie n'est pas un cauchemar                                 | Rue Garat                   | B000GDIAAI |
| 2006  | Elle est philosophe à 16 h                                    | Rue Garat                   | B000GDIAAI |
| 2006  | Le fantôme du Staline Palace                                  | Rue Garat                   | B000GDIAAI |
| 2007  | Introduction Regulus"                                         | L'année de tous les dangers | B001580JRU |
| 2007  | L'apparition                                                  | L'année de tous les dangers | B001580JRU |
| 2007  | Wouaf Wouaf                                                   | L'année de tous les dangers | B001580JRU |
| 2007  | La guerre des bars                                            | L'année de tous les dangers | B001580JRU |
| 2007  | Gare Saint-jean                                               | L'année de tous les dangers | B001580JRU |
| 2007  | L'année de tous les dangers                                   | L'année de tous les dangers | B001580JRU |
| 2007  | Félin pour l'autre                                            | L'année de tous les dangers | B001580JRU |
| 2007  | L'homme de Java                                               | L'année de tous les dangers | B001580JRU |
| 2007  | Les confessions d'un enfant d'aucun siècle                    | L'année de tous les dangers | B001580JRU |
| 2007  | L'école buissonnière                                          | L'année de tous les dangers | B001580JRU |

### Chez Le Satellite
- Déflagre-moi

2013 première version – (ASIN B00HCO3E32)
- Murphy

2015 première version – (ASIN B00SXL3212)

## Œuvres littéraires
Chez Le Satellite, label éditorial et musical.
- 2015 : Le crève-cœur, le mien  (ISBN 1326135457)

(antérieurement distribué de 2008 à 2010 en sortie d'événements culturels dans l'underground parisien et bordelais).
- 2016 : Junkspiritum  (ISBN 1326828908)

Édité en italien et en espagnol en 2017 et 2018.
- 2017 : The heartbreak, It is mine (Le crève-cœur)

## Autres publications
- Revue compendium 3, Double-Trouble, Le Castor Astral, 2006  (ISBN 0244466750)

Avec Corinne Tisserand-Simon, Jean-Marie Tisserand, Marie Delvigne, Oscar Tess et Manon Châteaudun.
- Bordeaux Rocks, sous la direction de Denis Fouquet, Le Castor Astral, 2007.
- Articles dans la revue Longueur d'Onde, 2007.
- Le doigt dans l'œil, numéro 44, avril 2012